# Died Suddenly
«Died Suddenly» — американский антипрививочный фильм 2022 года, продюсером которого выступил крайне правый и альтернативно-правый активист Стью Питерс, выступающий против вакцинации. Он пропагандирует ложные утверждения о вакцинах против COVID-19 и теории заговора «Великой перезагрузки». Фильм вышел в Rumble и Twitter 21 ноября 2022 года.
30 мая 2023 года Питерс опубликовал в Твиттере похожий фильм «Final Days».

## Предыстория
В конце 2021 года в Facebook и Instagram распространились видеоролики, в которых безосновательно утверждалось, что у 62 % тех, кто получает мРНК-вакцину, развиваются тромбы, и что вакцина Pfizer создаёт тромбы «через минуту или две». Заявление исходило от доктора Чарльза Хоффе, который сделал и другие ложные заявления о вакцинах против COVID-19, например, утверждая, что они «явно более опасны», чем сама болезнь. Хотя исследования выявили возможную причинно-следственную связь между вакцинами AstraZeneca и Janssen против COVID-19 и редким нарушением свёртываемости крови, известным как тромбоз с синдромом тромбоцитопении (TTS), по состоянию на октябрь 2021 года было только 47 подтверждённых случаев на 15 миллионов вакцинированных пациентов.
Стью Питерс — американский крайне правый медиа-деятель, известный пропагандой дезинформации о COVID-19 и теорий заговора. Он назвал вакцину «биологическим оружием» и заявил, что вакцины от COVID-19 несут ответственность за смерть людей, и призвал «отдать под суд и казнить «людей в нашем правительстве, ответственных за это». Его забанили на Spotify за опровергнутые утверждения. Ранее Питерс продюсировал антипрививочный фильм «Watch the Water», в котором утверждается, что вакцины против COVID-19 производятся из змеиного яда с целью превратить людей в «гибрид сатаны».

## Содержание
Основной сюжет фильма заключается в том, что вакцины против COVID-19 предположительно привели к массовой «внезапной смерти» здоровых людей из-за чрезмерного свёртывания крови, вызванного спайковым белком, продуцируемым мРНК-вакциной, а также к увеличению числа выкидышей и синдрома Белла. В фильм включены показания бальзамировщиков и похоронных бюро, которые обсуждают наличие «необычных» тромбов в трупах людей, которые, по их словам, были вакцинированы. Эксперты, которых цитирует Agence France-Presse (AFP), ранее объясняли, что тромбы могут быть вызваны чем угодно, например, ожирением, курением и заражением COVID-19, а также охлаждением тел. В фильме также представлены интервью с людьми, известными распространением дезинформации о вакцинах против COVID-19, такими как предприниматель Стив Кирш.
В фильме упоминаются теории заговора о Всемирном экономическом форуме и Великой перезагрузке, предполагающие, что учения по обеспечению готовности к пандемии 2019 года были доказательством того, что пандемия Covid-19 была организована «гнусными глобальными элитами». Фильм также продвигает утверждения о том, что Билл Гейтс планирует уничтожить до 15 % населения мира с помощью вакцин, доказательством чему является искаженный видеоклип Гейтса на выступлении TED в 2010 году, где он заявляет, что улучшение здравоохранения в бедных странах может замедлить рост населения. В фильме также есть график, показывающий рост числа мертворождений в 2021 году, основанный на корреляции, ошибочной причинно-следственной связи и фальсифицированных данных, позволяющих утверждать, что вакцины против COVID-19 привели к увеличению числа выкидышей. В фильме также ложно утверждается, что побочные эффекты, о которых сообщает компания Pfizer, доказывают, что вакцина против COVID-19 вредна для здоровья человека.

## Продвижение
Двухминутный трейлер был опубликован в Твиттере 5 октября 2022 года на специальном аккаунте фильма. Трейлер широко распространился в социальных сетях. Организация Lead Stories проверила трейлер и обнаружила, что он основан на вырванных из контекста скриншотах и видеороликах, которые не демонстрируют связь между вакцинами от COVID-19 и внезапной смертью.

## Выпуск
Фильм был выпущен в Rumble и Twitter 21 ноября 2022 года. Через несколько часов после премьеры фильм собрал более 7 миллионов просмотров и более 30 000 ретвитов за день. Им поделились такие люди, как бывший кандидат в Конгресс США ДеАнна Лоррейн, такие веб-сайты, как LifeSiteNews и сообщества сторонников теорий заговора. К 23 ноября его просмотрели более 4 миллионов раз на Rumble и 1,5 миллиона раз в Twitter. К январю 2023 года число просмотров достигло 20 миллионов. Фильм продвигали Марджори Тейлор Грин и Кэндис Оуэнс.
В ноябре 2022 года BBC сообщила, что после выхода фильма семьи погибших от Covid-19 подверглись преследованиям в Интернете из-за того, что пользователи социальных сетей ошибочно связали внезапную смерть людей с вакцинами мРНК.

## Оценки
Дэвид Горски из Science-Based Medicine назвал фильм псевдодокументальным и пропагандистским, раскритиковав его за искажение посмертного свертывания крови и широкое использование шоковых образов. Вирусолог Анджела Расмуссен из Университета Саскачевана в Канаде охарактеризовала фильм как пропаганду против вакцинации, добавив: «Пара часов мошенников, лгущих, чтобы вы дали им денег. Даже половина людей, которые предположительно „умерли внезапно“, не умерли».
Фильм подвергся критике даже со стороны некоторых членов движения против вакцинации, которые заявили, что фильм был настолько плохо сделан, что дискредитирует движение.